# Es gibt eine Frau, die Dich niemals vergißt
Es gibt eine Frau, die Dich niemals vergißt (auch Es gibt eine Frau, die Dich niemals vergisst) ist ein deutscher Liebesfilm von Leo Mittler aus dem Jahr 1930. In den Hauptrollen sind Iván Petrovich und Lil Dagover zu sehen.  

## Handlung
Tilly Ferrantes ist eine renommierte Schauspielerin, eine Primadonna, die an großen Theatern spielt. Sie ist talentiert, skurril und hegt Interesse für gutaussehende, interessante Männer. Auch Frau Moeller, eine Frau mittleren Alters, ist am Theater beschäftigt. Sie schlägt sich eher schlecht als recht durchs Leben und Tilly hilft ihr immer mal wieder. So reisen die beiden Frauen während einer Theaterpause zusammen in eine kleine Stadt im Süden, in der Moellers Sohn Georg am Theater als erster Tenor arbeitet. Auch Georg Moeller ist Schauspieler, jedoch eher unbekannt und in der Provinz spielend. Als Tilly den jungen Mann sieht, verliebt sie sich sofort und heftig, wie es ihre Art ist, in ihn und beschließt, die Theaterpause in seiner Nähe zu verbringen. Auch Georg ist hingerissen von Tilly, seine Liebe zu ihr ist jedoch tief, ernst und innig. Da Tilly nicht auf Georgs Gegenwart verzichten will, setzt sie an ihrem Theater durch, dass auch Georg dort engagiert wird. Dieser ahnt allerdings nichts von ihrer Protektion. Zusammen proben sie für ein neues Theaterstück. Tilly liebt Georg zwar auf ihre unbekümmerte Weise, nimmt aber nichts wirklich ernst. Georg will aber keinesfalls hinnehmen, dass sie ihre Beziehung zu einem Grafen weiter pflegt und sie gibt in ihrer ersten Verliebtheit nach. Es kommt aber, wie es kommen muss, Tilly wird Georgs ihrer lockeren Lebensart entgegenstehenden Gegenwart langsam müde. Zu verschieden sind ihre Ansichten, sie eine berühmte Schauspielerin von Welt und er ein kleiner Schauspieler aus der Provinz. Sie befinden sich nicht auf Augenhöhe, es fühlt sich für Tilly immer mehr falsch an. 
Unmittelbar vor der Premiere entdeckt Georg jedoch, dass Tilly ihre Beziehung zum Grafen wieder aufgenommen hat, der ihr seinerzeit einen besonderen Schmuck geschenkt hatte. Es kommt zu einem heftigen Streit zwischen dem Paar, der Georg so mitnimmt, dass er sich betrinkt und zu spät und mit einem Rausch zur Theaterprobe erscheint. In diesem Zustand versucht er nun, Tilly dazu zu bewegen, von dem Grafen abzulassen und einzig ihn zu lieben. Er erreicht damit jedoch das Gegenteil. Tilly wendet sich nun ganz von ihm ab und sagt ihm, dass zwischen ihnen alles aus sei. 
Allerdings hat das Paar an diesem Premierenabend noch die Aufgabe, seine Rollen zu spielen in einem Stück, in dem Georg als eifersüchtiger Ehemann und Tilly als seine Frau aufzutreten haben. So stehen sie zusammen auf der Bühne und küssen sich. Im Lauf des Stücks entdeckt Georg in seiner Rolle, dass Tilly ihn betrogen hat, woraufhin er versucht, sie zu erwürgen. Tilly schießt in ihrer Rolle sodann auf Georg. Nachdem sie den Schuss abgefeuert hat, bricht Georg zusammen … und steht nicht wieder auf. Der Revolver war scharf geladen – Georg stirbt. Auch wegen des vorangegangenen Streits wird die Schauspielerin unter Mordanklage gestellt. Es sieht nicht gut für sie aus. Sozusagen im allerletzten Moment meldet sich Georgs Mutter, die der Verhandlung vor Gericht beiwohnt, zu Wort und beteuert, dass Georg selbst es gewesen sei, der die Platzpatronen in der Waffe gegen scharfe Munition ausgewechselt habe. Er habe ihr dies, kurz bevor er gestorben sei, gestanden.

## Produktion

### Produktionsnotizen
Der Film wurde im November 1929 als Stummfilm begonnen, im Januar 1930 wurden die Dreharbeiten mit den Tonfilmszenen fortgesetzt. Die Stummfilmanteile entstanden in den D.L.S.-Ateliers in Staaken bei Berlin, die Tonfilmanteile in den UFA-Ateliers in Berlin-Tempelhof. Produziert wurde der Film von der Greenbaum-Film GmbH, Berlin. Die Produktionsleitung hatte Georg Witt, die Produktionsleitung Fritz Grossmann. Für die Filmbauten zeichneten Hans Sohnle und Otto Erdmann verantwortlich. Helene Fehdmer-Kaysler und Ellen Frank gaben in diesem Film ihr Kinodebüt.
Der stumm gedrehte Film wurde nachträglich mit einer Gerichtsverhandlung versehen, die Dialoge enthält. Es wurde sowohl eine deutsche als auch eine französische Version erstellt. Der französische Titel des Films lautet Il y a une femme qui ne t’oublie jamais.  Der Großteil des Films, der die Mordanklage zum Inhalt hat, wurde stumm belassen.

### Veröffentlichung
In Deutschland hatte der Film am 27. März 1930 in Berlins Marmorhaus Premiere. In Wien lief der Streifen am 23. Mai 1930 an. In Finnland kam er Ende Mai 1930 in die Kinos, in Bulgarien Ende Juli 1930 unter dem Titel Ima edna zhena, koyato nikoga ne shte te zabravi, in Slowenien Mitte August 1930, in Kroatien am 21. August 1930 unter dem Titel Opasni flirt und in Dänemark am 20. Oktober 1930 unter dem Titel Leg ikke med Kærligheden. In Portugal startete er am 11. März 1931. Dort trug der Film den Titel Há Uma Mulher que Nunca te Esquece…. Veröffentlicht wurde er zudem in Brasilien unter dem Titel O Processo de Tilly Ferrantes und in Schweden unter dem Titel Dödsskottet på scenen. In Jugoslawien wurde der Film unter dem serbischen Titel Opasni flirt veröffentlicht. In den Vereinigten Staaten lief der Film unter dem Titel There Is a Woman Who Never Forgets You.

## Kritik
Der Film lief nicht sehr lange in den Kinos der Großstädte und verschwand schnell in Provinzkinos, obwohl die Filmwoche vor allem die „dramatische Gerichtsverhandlung“ lobte. Beanstandet wurde allerdings der abrupte Wechsel zwischen stummen und den mit Sprechszenen versehenen Teilen, was auch daran lag, dass das Publikum zunehmend kritischer gegenüber nachvertonten offensichtlichen Stummfilmen wurde, die noch oft genug sogar wegen fehlender Ton-Dialoge mit Zwischentiteln nach Stummfilmart liefen. Nur mit Musik gaben sich die Zuschauer, die so etwas als Orchestermusik schon seit Jahren bei den großen Stummfilmen kannten, vor allem in den Großstädten nicht mehr zufrieden.